# On-board data handling
El sistema de manejo de los datos de a bordo (OBDH) de una nave espacial es el subsistema que transporta y almacena datos entre las diversas unidades electrónicas y el segmento de tierra, a través del subsistema de telemetría, seguimiento y mando (TT&C).
En las primeras décadas de la industria espacial, el sistema de manejo de los datos de a bordo (OBDH) generalmente se consideraba parte del sistema de telemetría, seguimiento y mando (TT&C), particularmente antes de que los ordenadores se volvieran comunes a bordo. En los últimos años, la función OBDH se ha expandido tanto que generalmente se considera un sistema separado del TT&C, que en la actualidad se ocupa únicamente del enlace de radio frecuencia RF entre la tierra y la nave.
Las funciones comúnmente realizadas por el OBDH son:
- Recepción, corrección de errores y decodificación de telecomandos (TCs) desde el TT&C.
- Reenvío de telecomandos para su ejecución por parte de la Aviónica de destino.
- Almacenamiento de telecomandos hasta un tiempo definido ('tiempo etiquetado' TCs).
- Almacenamiento de telecomandos hasta una posición definida ('posición etiquetada' TCs).
- Medida de valores discretos como voltajes, temperaturas, estados binarios etc.
- Recopilación de medidas realizadas por otras unidades y subsistemas a través de uno o más buses de datos, como MIL-STD-1553.
- Almacenamiento en búfer en tiempo real de las mediciones en un grupo de datos.
- Provisión de una capacidad de procesamiento para lograr los objetivos de la misión, a menudo utilizando los datos recopilados.
- Recopilación y codificación de cuadros de telemetría predefinidos.
- Almacenamiento de cuadros de telemetría en memoria masiva.
- Descenso de telemetría a tierra, a través de TT&C.
- Gestión y distribución de señales horarias.

## Recepción de telecomandos
El OBDH recibe el TCs como un flujo de datos PCM síncrono desde el TT&C.

## Ejecución de telecomandos
El efecto deseado del telecomando puede ser simplemente cambiar un valor en el software integrado, o abrir/cerrar un relé de bloqueo para reconfigurar o alimentar una unidad, o tal vez encender un propulsor o un motor principal. Cualquiera que sea el efecto deseado, el subsistema OBDH lo facilitará enviando un pulso eléctrico desde el OBC o pasando el comando a través de un bus de datos a la unidad que eventualmente ejecutará el TC. Algunos TC son parte de un gran bloque de comandos, que se utilizan para cargar software actualizado o tablas de datos para ajustar el funcionamiento de la nave espacial o para tratar anomalías.

## Telecomandos con etiqueta de tiempo
De manera frecuente se requiere retrasar la ejecución de un comando hasta un tiempo determinado. Esto se debe a menudo a que la nave espacial no está a la vista de la estación terrestre, pero también puede deberse a razones de precisión. El OBC almacenará el TC hasta el tiempo requerido en una cola y luego lo ejecutará.

## Telecomandos con etiqueta de posición
Similares a los comandos con etiqueta de tiempo, son los comandos que se almacenan para su ejecución hasta que la nave espacial esté en una posición específica. Estos son más útiles para satélites de observación de la tierra, los cuales necesitan empezar una observación sobre un punto especificado de la superficie de la Tierra. La nave, a menudo en órbitas sincrónicas con el sol, toma una pista que se repite con precisión sobre la tierra. Las observaciones que se toman desde la misma posición pueden compararse mediante interferometría, si están en un registro lo suficientemente cercano.
La posición precisa requerida se detecta mediante GPS.
Una vez que se ha ejecutado un comando de etiqueta de posición, se puede marcar para borrarlo o dejar que se ejecute de nuevo cuando la nave espacial vuelva a estar sobre el mismo punto.

## Función de procesamiento
El OBDH moderno siempre utiliza una computadora de a bordo (OBC) que es confiable, generalmente con procesadores redundantes. La potencia de procesamiento se pone a disposición de otras aplicaciones que respaldan el bus de la nave espacial, como algoritmos de control de actitud, control térmico, aislamiento, detección de fallos y recuperación. Si la misión en sí requiere solo una pequeña cantidad de potencia informática (como un pequeño satélite científico), la carga útil también puede controlarse mediante el software que se ejecuta en el OBC, para ahorrar masa de lanzamiento y el gasto considerable de una computadora de carga útil dedicada.